# Nathalie Ferlut
Nathalie Ferlut est une autrice de bande dessinée française née à Sète le 26 novembre 1968. 

## Biographie
Après un baccalauréat arts plastiques à Nîmes, Nathalie Ferlut obtient à l'Université Paul-Valéry-Montpellier un DEUG en Histoire de l'art puis en Techniques audiovisuelles. Après avoir fréquenté l'atelier BD des Beaux-Arts d'Angoulême, elle obtient un diplôme de maquettiste en 1993.
Elle travaille dans le dessin animé, avant de se lancer, en 2000, dans sa première bande dessinée, Ether Glister, une série de science-fiction dessinée par Yoann puis Thierry Leprévost.
En janvier 2010, elle publie Elisa (Delcourt). Elle collabore également en 2010 au feuilleton en ligne Les Autres Gens, scénarisé par Thomas Cadène.
En 2013, Nathalie Ferlut publie Eve sur la balançoire, inspiré de l'histoire vraie d'Evelyn Nesbit, danseuse de revue américaine du début du XXe siècle, principalement connue par son implication dans le meurtre de son ex-amant, l'architecte Stanford White, par son premier mari, Harry Kendall Thaw. Inspirée par les tableaux de Degas, de Toulouse-Lautrec, de Félix Vallotton, c'est le premier album où elle travaille elle-même ses couleurs.
Son livre suivant, Andersen, les Ombres d'un conteur, se penche sur la figure d'Hans Christian Andersen. Chacun des 12 chapitre, consacré à un épisode de la vie de l'écrivain, se présente sous la forme d'un conte,. En collaboration avec la dessinatrice Tamia Baudouin, elle conçoit en 2017 l'album Artemisia (Delcourt) qui raconte la vie de l'artiste italienne Artemisia Gentileschi (1593 – 1656)
En 2019 paraît l'album qu'elle a écrit Dans la forêt des lilas, dessiné par Tamia Baudouin.

## Publications
Ether Glister
- 1 Catharzie[3],[13], Delcourt, 2000
Scénario : Nathalie Ferlut - Dessin et couleurs : Yoann - (ISBN 2-84055-291-4)
- 2 Le fantôme de Miño[4], Delcourt, 2004
Scénario : Nathalie Ferlut - Dessin et couleurs : Thierry Leprévost - (ISBN 2-84055-794-0)

Le Bel Inconnu, librement adapté du roman éponyme de Renaut de Beaujeu
- 1 Il y avait alors à la cour d'Arthur…, Carabas, 2004
Scénario et dessin : Nathalie Ferlut - Couleurs : Thierry Leprévost
- 2 Ce que l'on trouve par delà le pont……, Carabas, 2005
Scénario et dessin : Nathalie Ferlut - Couleurs : Thierry Leprévost

One-shots
- Madame la lune 1. Les semeurs d'étoiles[14], Delcourt, 2001
Scénario : Jean-Luc Loyer - Dessin : Nathalie Ferlut - Couleurs : Thierry Leprévost - (ISBN 2-84055-539-5)
- Lettres d'Agathe, Delcourt, 2008
Scénario, dessin et couleurs : Nathalie Ferlut - (ISBN 978-2-7560-1162-2)
- Elisa[5], Delcourt, 2010
Scénario, dessin et couleurs : Nathalie Ferlut
- Eve sur la balançoire[7], Casterman, 2013
Scénario, dessin et couleurs : Nathalie Ferlut - (ISBN 978-2-203-06639-7)
- Andersen, les Ombres d'un conteur[10], Casterman, août 2016
Scénario, dessin et couleurs : Nathalie Ferlut
- Artemisia[11], Delcourt, août 2017
Scénario : Nathalie Ferlut - Dessin : Tamia Baudouin - Couleurs : Tamia Baudouin
- Dans la forêt des lilas[12], scénario de Nathalie Ferlut, dessin et couleur de Tamia Baudouin,  Éditions Delcourt, 2019

Participation à des collectifs
- Les enfants sauvés, Delcourt, 2008
Scénario : Philippe Thirault - Dessin : [collectif] - (ISBN 978-2-7560-1576-7)
- Mon chat à moi, Delcourt, 2008
Scénario et dessin : Jenny, Colonel Moutarde, Philippe Larbier, Jean-Sébastien Bordas, Chloé Cruchaudet, Pau, Alice Picard, Jérôme Jouvray, Nathalie Ferlut, Yannick Corboz, Bengal - (ISBN 978-2-7560-1557-6)
- 4 Les Autres Gens, Dupuis, 2011
Scénario : Thomas Cadène - Dessin : [collectif]
- En chemin elle rencontre... 2 : Les artistes se mobilisent pour le respect des droits des femmes, Des ronds dans l'O - Amnesty International, 2011
Scénario et dessin : [collectif] - (ISBN 978-2-917237-15-1)
- 6, 7 Les Autres Gens, Dupuis, 2012
Scénario : Thomas Cadène - Dessin : [collectif]
- Paroles d'école, Soleil, 2013
Scénario : Jean-Pierre Guéno - Dessin : [collectif] - (ISBN 978-2-302-03627-7)
- Les années noires - Angoulême 1940 - 1944, Le Troisième Homme éditions, 2015
Scénario : Éric Wantiez - Dessin : Fawzi, Thierry Leprévost, Alexeï & Oburie, Julien Maffre, Nathalie Ferlut